# Carcagny
Carcagny település Franciaországban, Calvados megyében. Lakosainak száma 275 fő (2022. január 1.). Carcagny Ducy-Sainte-Marguerite, Loucelles, Nonant, Vaux-sur-Seulles és Moulins-en-Bessin községekkel határos.

## Népesség
A település népességének változása:
| Lakosok száma | 192  | 242  | 250  | 263  | 308  | 283  | 281  | 281  | 281  | 275  |
|               | 1968 | 1982 | 1990 | 2006 | 2013 | 2015 | 2017 | 2019 | 2020 | 2022 |